# جراحة العظام
جراحة العظام هي فرع من فروع الجراحة في الطب يختص بمشاكل الجهاز العضلي الهيكلي. يقوم جراحو العظام باستخدام الوسائل الجراحية وغير الجراحية لعلاج إصابات الجهاز العضلي الهيكلي، مثل الرضوض وإصابات الملاعب، بالإضافة إلى الأمراض التنكسية، العدوى، الأورام، والعيوب الخلقية.

## التسمية
ابتكر نيكولا أندري الكلمة الفرنسية orthopédie باشتقاقها من الكلمتين الإغريقيتين ὀρθός (صحيح، مستقيم) و παιδίον (طفل) عندما نشر كتابه Orthopedie (جراحة العظام، أو، فن إصلاح والوقاية من التشوهات في الأطفال) في عام 1741. رغم أن الاسم يلمح إلى أنه مبدئيًّا طُور ليهتم بالأطفال، إلا أن إصلاح تشوهات العمود الفقري والعظام بكل مراحل الحياة أصبحت في نهاية المطاف الحجر الأساس لممارسات جراحة العظام.
تأتي الكلمة اللاتينية من الكلمتين الإغريقيّتين Orthos (مستقيم) و Paidion (طفل). وهذا العلم المنتمي لفروع علوم الطبّ، ابتكر فكرة تأسيسه الطبيب الفرنسيّ نيكولا أندري عام 1741، في جامعة ليون آنذاك في كتاب له عن تصحيح أخطاء الجهاز العظمي لدي الأطفال: (L'orthopédie ou l'art de prévenir et corriger les difformités du corps chez les enfants) وسعى لتطبيب الأطفال ناقضًا بذلك الفكرة التي كانت سائدة بأن المعوقين جسديّا هم كذلك لأن الله أراد ذلك لهم. واعتمد على رسم لشجرةٍ معوجّة وقد ربطت إلى وتدٍ طويل مستقيم قائمٍ ليقوّمها، وبذلك قرّب فكرته التي تدور في رأسه آنذاك لأهالي الأطفال المعوّقين إعاقاتٍ جسديّة عظميّة وخلافها، وحتّى الأطبّاء إلى إمكانيّة علاج «اعوجاج الأطفال».
بدأ تطور هذا العلم بعد اهتمام العديد من الأطباء وإجرائهم الدراسات، من أمثال الطبيب جان-بيار دافيد الذي ألّف كتابا هامًّا آخر عام 1779. بدأ الاستيوباثى في الولايات المتحدة الأمريكية عام 1874 على يد الطبيب والجراح أندرو ستيل 
في أيّامنا هذه، بل وحتّى منذ فترة لا بأس بها، لم يعد طبّ العظام مقتصراً على علاج الأطفال، بل أضحى فاعلا لعلاج مشاكل كبار السنّ والكثير من المرضى الآخرين. الأعضاء التي ينشغل بها هذا العلم هي الأعضاء الحركية وأعضاء القيام، يعني ذلك العظام والأربطة والمفاصل والعضلات والأوتار.
شهد هذا العلم العديد من الدفعات التطويريّة خاصّة في بداياته، ثمّ قبل وبُعيد الحرب العالميّة الأولى. وأخيرًا مع التطوّر العلميّ الكبير خاصّةً في تسعينيّات القرن الماضي. وفي عام 1980 أسس جان-أندري فينل أول مركز متخصص للعظام. وكان هذا المركز طبي متخصص في علاج العيوب الخلقية في الأطفال. لهذا يعتبر البعض جان-أندري فينل أب جراحة العظام.
عام 1830 بدأ الميول لقطع الأوتار المعوقة لدى الأطفال (حسب طريقة ديلبيش 1816 Delpech) خاصة في وتر أخيل ثم في اعوجاج الظهر. هذا العلم كان محصور التطبيق على الأطفال واليافعين.
وفي عام 1851 اخترع أنتونيس ماثيسن جبس باريس ومسحوق أبيض شديد النعومة يحضر بتكليس أو شوي الجبس (جص) ويستخدم لصنع الجبائر إلى يومنا هذا.
في ألمانيا كانت الجهود دائبة لتحسين أحوال المرضى الذين كانوا يعانون الأمرّين. ولم يكن المهتم بالأمر الأطباء فقط، بل إن تقنيّي الجراحة وصانعي الأجهزة الجراحية اللازمة لذلك، كانوا يدلون بدلوهم (مثل عائلة هاينِه Johann Georg Heine و Bernhard Heine على سبيل المثال لا الحصر) ويساعدون في تطور هذا العلم الذي وحتى هذا الحين يعتبر فنًّا يتوجب على الطبيب المعنيّ به أن يكون على درجة عالية من التركيز والإبداع.
وخصص الدكتور الفرنسي لويس ليوبول أوليي Louis Léopold Ollier حياته لدراسة وإصلاح العظام، خاصة وبالطبع المفاصل، ولربّما يعتبر بذلك «أبًا لطب العظام» بالمفهوم الحديث.
وكما يقول المثل: «مصائب قوم عند قوم فوائد»، تطور فرع الأطراف الاصطناعية في هذا العلم أثناء وبعد الحرب العالمية الأولى، معوّضا للكثير من المصابين ومخففا عنهم معاناتهم، حتى عاد كثير منهم قادراً على المشي أو على استعمال يد مركبة بدل يد مبتورة.
من أبرز العلماء في علم طبّ العظام غير المعاصرين هم جان-آندري فينيل، ديلبيش، ديفّينباخ، ستروماير، آلبرت هوفا، فيلهلم شولتهس وآدولف لورنتس.

## فروع جراحة العظام

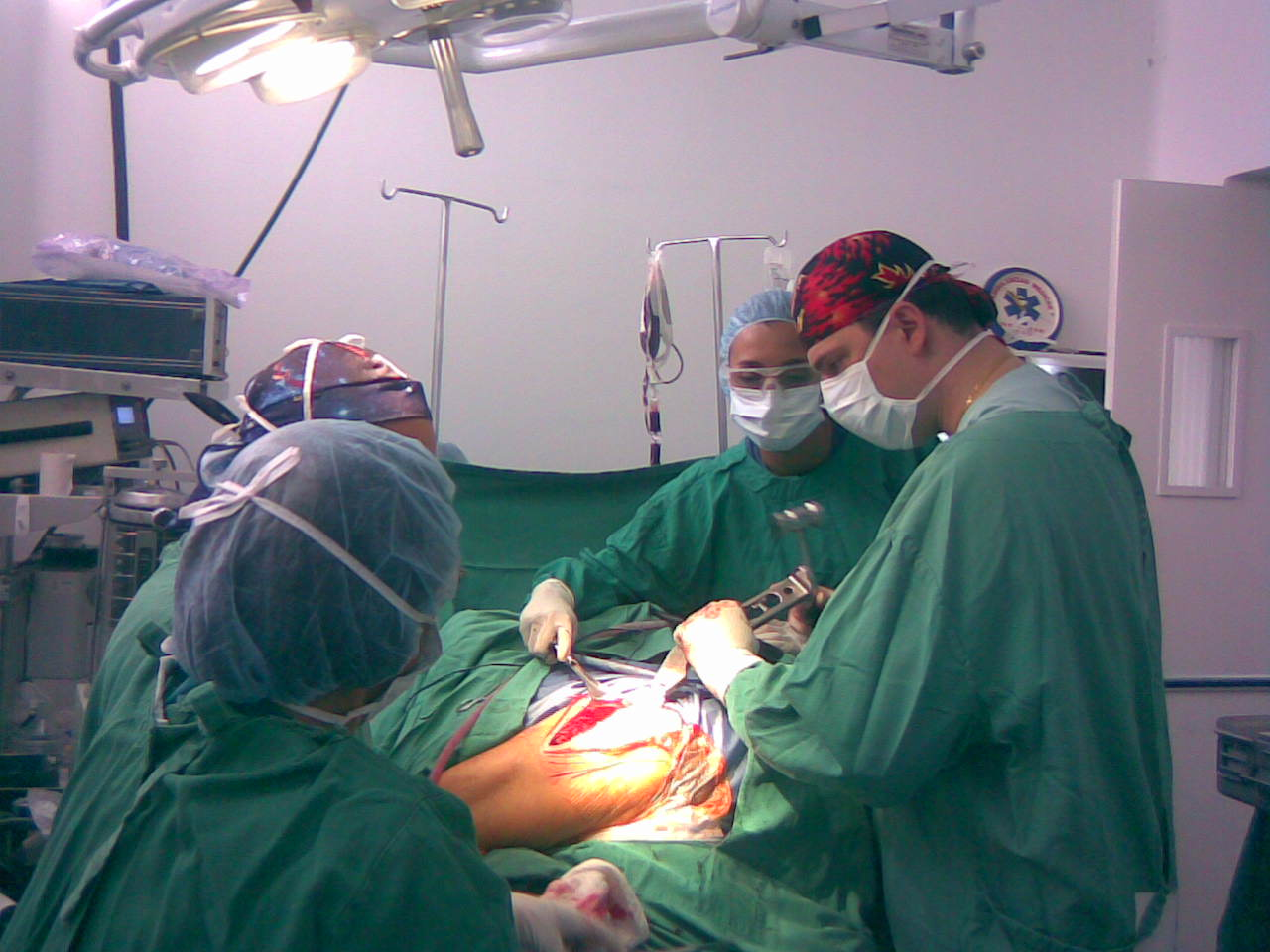
جراح كولومبي يجري عملية استبدال لمفصل الفخذ

من الفروع التي يشملها تخصص جراحة العظام (أو ما يعرف بالتخصصات الدقيقية) ما يلي:
- جراحة اليد
- جراحة الكتف والمرفق
- جراحة استبدال المفاصل
- جراحة عظام الأطفال
- جراحة القدم والكاحل
- جراحة العمود الفقري
- جراحة أورام الجهاز العضلي الهيكلي
- الطب الرياضي الجراحي
- جراحة الإصابات

ويجدر بالذكر أن بعض هذه التخصصات الفرعية قد يمارسه بعض المتخصصين في فروع أخرى غير جراحة العظام، فمثلاً: قد يمارس بعض جراحي التجميل تخصص جراحة اليد، كما يمارس معظم جراحي المخ والأعصاب جراحة العمود الفقري، وكذلك ـ في الولايات المتحدة ـ يمارس اختصاصيو طب القدم تخصص جراحة القدم والكاحل، ويمارس بعض ممارسي طب الأسرة تخصص الطب الرياضي، ولكن في جزئه غير الجراحي فقط.

## الأمراض التي تشملها الجراحة العظمية
الجراحة العظمية تهتم وتعالج مجموعة من الأمراض من ضمنها:
- التهاب المفاصل (Arthritis)
- التهاب العظم والنقي (Osteomyelitis)
- الالتهاب الرثواني (rheumatoid arthritis)
- تشوه المفاصل أو الفصال (Osteoarthritis)
- تنخر العظام (aseptic osteonecrosis)
- تمزق الأربطة (Ligaments Tear)
- الانزلاق الغضروفي (Prolapses nuclei pulposis, vertebral disc prolapse)
- كسور العظام (Fractures)
- خلع في المفاصل (Joints Dislocation)
- سرطان العظم (Bone Tumor)
- متلازمة النفق الرسغي (Carpal Tunnel Syndrome)
- اعاقة وظيفية في حركة المفاصل (Impingement)
- خلع الورك الرحمي (Developmental Dysplasia of The Hip)
- آلام الظهر (Backpain)
- انحراف اصبع الرجل الأكبر (Hallux valgus)
- تشوه الركبة (Gonarthrosis)
- شلل الاطفال (poliomylitis)
- كيس عظمي (cyst)

## أكثر عمليات جراحة العظام شيوعاً
وفقاً للإحصائيات الأمريكية، فقد كانت أكثر 25 عملية أجراها جراحو العظام الأمريكيون في الفترة من سنة 1999 إلى 2003 هي على الترتيب:
1. تنظير مفصل الركبة واستئصال الغضروف الهلالي.
2. تنظير مفصل الكتف وإزالة الضغط عن الكفة المدورة.
3. توسيع النفق الرسغي.
4. تنظير مفصل الركبة وإصلاح الغضروف المفصلي.
5. رفع المثبتات الداخلية (من شرائح ومسامير وغيرها).
6. تنظير مفصل الركبة وإصلاح الرباط الصليبي الأمامي.
7. استبدال مفصل الركبة.
8. عمليات كسور عنق عظمة الفخذ.
9. عمليات كسور ما بين مدوري عظمة الفخذ.
10. تنظيف إصابات الجلد والعضلات وكسور العظام.
11. تنظير الركبة وإصلاح كلا الغضروفين الهلاليين.
12. استبدال مفصل الورك.
13. تنظير مفصل الكتف واستئصال الجزء الخارجي من الترقوة.
14. إصلاح أوتار الكفة المدورة.
15. علاج كسور عظمتي الزند والكعبرة.
16. استئصال الصفيحة الفقرية (Laminectomy).
17. علاج كسور مفصل الكاحل (ثنائية النتوء).
18. تنظير مفصل الكتف والإنْضار (إزالة المواد الغريبة والأنسجة الميتة) (debridement).
19. سمكرة الفقرات القطنية.
20. إصلاح كسور أسفل عظمة الكعبرة.
21. عمليات القرص بين الفقري في المنطقة القطنية.
22. فتح الغمد الوتري لأصابع اليد.
23. علاج كسور مفصل الكاحل (النتوء الوحشي).
24. علاج كسور عظمة الفخذ.
25. علاج كسور ما بين مدوري عظمة الفخذ.